# Live Up to Your Name
Live Up to Your Name (en anglais : Sois à la hauteur de ton nom, hangeul : 명불허전 ; RR : Myeongbulheojeon, littéralement « digne de son nom ») est une série télévisée de comédie surnaturelle sud-coréenne en seize épisodes de 70 minutes, diffusée entre le 12 août 2017 et 1er octobre 2017 sur le réseau TVN.
La série a obtenu d'importantes audiences. Elle est également diffusée dans le monde sur le réseau Netflix.

## Synopsis
Heo Im est un médecin en médecine traditionnelle coréenne de la période Joseon spécialisé en acupuncture. Il travaille au dispensaire le jour et donne des consultations secrètes à domicile la nuit pour une clientèle fortunée. Sa réputation lui vaut d'être recruté pour traiter les migraines du roi, mais il échoue et il est accusé de haute trahison. Prenant la fuite, il est poursuivi par des militaires qui le cernent sur un pont. Atteint de deux flèches, il tombe dans le Cheonggyecheon. Mais au lieu de mourir, il se réveille de nos jours et fait la connaissance d'une praticienne en chirurgie cardiaque, Choi Yeon-kyung. Ce sera le choc de deux visions de la médecine.

## Distribution
- Kim Nam-gil : Heo Im / Heo Bong-tak
  - Moon Woo-jin : Heo Im, enfant
- Kim Ah-joong : Choi Yeon-kyung
- Moon Ga-young : Dongmakgae
- Kim Myung-gon : Yoo Sung-tae / Yoo Jin-oh (Joseon)
- Um Hyo-sup : Heo Jun
- Ahn Suk-hwan : Shin Myung-hoon / ministre de la guerre (Joseon)
- Maeng Sang-hoon : Yoo Chan-sung
- Lee Dae-yeon : Professeur Hwang
- Oh Dae-hwan : Doo-chil